# Sporting Charleroi in het seizoen 2002/03
Dit artikel beschrijft de prestaties van de Belgische voetbalclub Sporting Charleroi in het seizoen 2002–2003.

## Gebeurtenissen

### Trainerswissel
Binnen het clubbestuur kwam het steeds vaker tot een botsing tussen voorzitter Abbas Bayat en trainer en vicevoorzitter Enzo Scifo. Begin juni 2002 werd Scifo aan de kant geschoven en het organigram van de club hertekend. In zijn zog verliet ook manager Lucien Gallinella de club. Scifo's aandelen (19 procent) werden overgenomen door voorzitter Bayat.
Bij derdeklasser Sprimont Comblain Sport pikte het bestuur trainer Etienne Delangre weg als de opvolger van Scifo. De komst van Delangre was geen groot succes. Reeds op 5 november 2002 werd hij ontslagen. Een week later kreeg oud-speler Dante Brogno de leiding over technische staf.

### Transfers
Charleroi nam tijdens de zomer van 2002 opnieuw afscheid van meer dan tien spelers. Onder meer de aanvallers Sergio Rojas en Darko Pivaljević zochten andere oorden op. Verdediger Ibrahim Kargbo en middenvelder Laurent Macquet waren de opvallendste nieuwkomers. Tijdens de wintertransferperiode verlieten ook Tony Herreman en Ronald Foguenne de club. De Franse doelman Bertrand Laquait werd in december 2002 weggeplukt bij AS Nancy. Daarnaast maakte de Congolese spits Jean-Paul Boeka-Lisasi de overstap van KV Mechelen naar Charleroi.

### Competitie
Charleroi begon slecht aan het seizoen. De Zebra's wisten onder nieuwe coach Etienne Delangre geen enkele competitiewedstrijd te winnen. Op de vijfde speeldag verloor Charleroi met 6–0 in de Henegouwse derby tegen Excelsior Moeskroen. De Zebra's haalden in elf wedstrijden slechts vier punten en belandden zo op de laatste plaats in het klassement. Begin november 2002 werd Delangre ontslagen. Hij werd tijdelijk opgevolgd door het duo Khalid Karama–Mario Notaro. Onder hun leiding verloor Charleroi met 4–1 van Lokeren. Nadien stelde de club oud-speler Dante Brogno aan als nieuwe trainer, maar ook hij slaagde er niet in om veel beter te doen dan zijn voorganger Delangre. In zijn eerste wedstrijd als hoofdcoach verloor Charleroi op eigen veld met 1–6 van Germinal Beerschot na onder meer een hattrick van Kwame Quansah.
In de loop van het seizoen 2002/03 werden de financiële problemen van Lommel SK te groot, waardoor de club na 26 speeldagen uit de competitie stapte. Alle resultaten van de Limburgse club werden geschrapt. Daardoor hoefde Charleroi slechts één club achter zich te laten in de strijd om het behoud. Uiteindelijk slaagde Charleroi erin om op de zestiende plaats te eindigen, met negen punten voorsprong op KV Mechelen, dat na afloop van het seizoen omwille van financiële problemen in vereffening ging.

### Beker van België
In de Beker van België werd Charleroi in de 1/8 finale uitgeschakeld door Standard Luik (2–1).

## Spelerskern
| Nr.           | Naam                   | Nationaliteit        | Geboortedatum | Vorige club                    |
| ------------- | ---------------------- | -------------------- | ------------- | ------------------------------ |
| Keepers       |                        |                      |               |                                |
| 1             | Ištvan Dudaš           | Servië en Montenegro | 02-08-1973    | Lleida Esportiu (1999)         |
| 25            | Wilfried Godart        | België               | 03-06-1972    | RWDM (1991–2001)               |
| 28            | Keevin Boon            | België               | 25-07-1983    | /                              |
| 28            | Bertrand Laquait       | Frankrijk            | 13-04-1977    | AS Nancy (1998–2002)           |
| Verdedigers   |                        |                      |               |                                |
| 2             | Frank Defays           | België               | 23-02-1974    | UR Namur (1992–1999)           |
| 3             | Ernest Etchi           | Kameroen             | 04-06-1975    | Eendracht Aalst (2000–2001)    |
| 4             | Tony Herreman          | België               | 23-01-1969    | Germinal Beerschot (1999–2001) |
| 5             | Mohammad Reza Mahdavi  | Iran                 | 17-12-1972    | Esteghlal FC (2000)            |
| 5             | Mustapha Sama          | Sierra Leone         | 31-10-1979    | FK Haugesund (2001–2002)       |
| 6             | Gauthier Remacle       | België               | 26-05-1977    | Standard Luik (1996–2000)      |
| 15            | Ibrahim Kargbo         | Sierra Leone         | 10-04-1982    | RWDM (1999–2002)               |
| 16            | Mahamoudou Keré        | Burkina Faso         | 02-01-1982    | Santos FC (1997–1998)          |
|               | Abdelkrim El Hadrioui  | Marokko              | 06-03-1972    | AZ Alkmaar (1998–2002)         |
|               | Adrian Aliaj           | Albanië              | 24-09-1976    | La Louvière (2000–2002)        |
|               | Abdellilam Boukamir    | Marokko              | 16-01-1983    | /                              |
|               | Stéphane Ghislain      | België               | 24-11-1984    | /                              |
| Middenvelders |                        |                      |               |                                |
| 7             | Fabrice Lokembo-Lokaso | Congo-Kinshasa       | 31-10-1982    | /                              |
| 8             | Laurent Macquet        | Frankrijk            | 11-08-1979    | AS Cannes (2001–2002)          |
| 9             | Dariush Yazdani        | Iran                 | 02-06-1977    | Esteghlal FC (1999–2000)       |
| 14            | Ronald Foguenne        | België               | 10-08-1970    | AA Gent (1996–2000)            |
| 17            | Alireza Emamifar       | Iran                 | 16-09-1974    | Fajr Sepasi Shiraz (2000)      |
| 18            | Miklós Lendvai         | Hongarije            | 07-04-1975    | Germinal Beerschot (2000–2001) |
| 19            | Grégory Dufer          | België               | 19-12-1981    | /                              |
| 20            | Daniel Calvo           | België               | 11-07-1979    | RSC Anderlecht (1998–2001)     |
| 29            | Christopher Fernandez  | België               | 09-05-1984    | /                              |
| 33            | Kanfory Sylla          | Guinee               | 07-07-1980    | Étoile de Guinée (2001)        |
| 61            | Lokman Atasever        | België               | 31-01-1984    | /                              |
|               | Thibaut Detal          | België               | 01-01-1985    | /                              |
| Aanvallers    |                        |                      |               |                                |
| 13            | Aluspah Brewah         | Sierra Leone         | 24-08-1983    | Antwerp FC (2001)              |
| 22            | Alexandre Di Gregorio  | België               | 12-02-1980    | KRC Genk (2000–2001)           |
| 23            | Eduardo                | Brazilië             | 13-10-1979    | Vasco da Gama (2000)           |
| 24            | Jean-Paul Boeka-Lisasi | Congo-Kinshasa       | 06-06-1974    | KV Mechelen (2001–2002)        |
| 30            | Aleksandr Kolotilko    | Rusland              | 11-07-1979    | RWDM (2001–2002)               |

- = aanvoerder
- Gianni Cassan keerde terug naar de B-kern.

### Technische staf
| Functie                  | Naam                | Nationaliteit   | Opmerking                                 |
| ------------------------ | ------------------- | --------------- | ----------------------------------------- |
| Coach                    | Dante Brogno        | België          | Vanaf 11 november 2002.                   |
| Coach                    | Etienne Delangre    | België          | Ontslagen op 5 november 2002.             |
| Assistent-coach          | Khalid Karama       | Marokko         | Interim-coach van 5 tot 11 november 2002. |
| Coach B-kern en beloften | Mario Notaro        | Italië / België | Interim-coach van 5 tot 11 november 2002. |
| Sportief coördinator     | Jacques Urbain      | België          |                                           |
| Physical coach           | Michel Bertinchamps | België          |                                           |
| Keeperstrainer           | István Gulyás       | Hongarije       |                                           |

## Uitrustingen
Shirtsponsor(s): NETnet

Sportmerk: Umbro
| Thuis | Thuis | Uit | Doelman | Doelman |

## Transfers

### Zomer
| Naam                  | Nationaliteit        | Van / Naar                  | Type     |
| --------------------- | -------------------- | --------------------------- | -------- |
| Inkomend              |                      |                             |          |
| Adrian Aliaj          | Albanië              | La Louvière                 | Gekocht  |
| Abdelkrim El Hadrioui | Marokko              | AZ Alkmaar                  | Gekocht  |
| Ibrahim Kargbo        | Sierra Leone         | RWDM                        | Gekocht  |
| Aleksandr Kolotilko   | Rusland              | RWDM                        | Gekocht  |
| Laurent Macquet       | Frankrijk            | AS Cannes                   | Gekocht  |
| Uitgaand              |                      |                             |          |
| Stéphane Biakolo      | Frankrijk            | Chamois Niortais            | Verkocht |
| Daniel Camus          | België               | Waldhof Mannheim            | Verkocht |
| Serge Eputa Asembwa   | Congo-Kinsh.         | ROC de Charleroi-Marchienne | Verkocht |
| Thomas Moreau         | België               | ROC de Charleroi-Marchienne | Verkocht |
| Stéphane Martine      | Frankrijk            | F91 Dudelange               | Verkocht |
| Branko Milovanović    | Servië en Montenegro | FK Milicionar               | Verkocht |
| Darko Pivaljević      | Servië en Montenegro | FK Rad                      | Verkocht |
| Aziz Rabbah           | Frankrijk            | Hapoel Bnei Sachnin         | Verkocht |
| Sébastien Rassart     | België               | Grenoble Foot 38            | Verkocht |
| Sergio Rojas          | Argentinië           | Grenoble Foot 38            | Verkocht |
| Bertin Tokéné         | Kameroen             | Grenoble Foot 38            | Verkocht |
| Romain Beyls          | België               | Couvin-Mariembourg          | Verkocht |
| Mehrdad Minavand      | Iran                 | Al-Shabab                   | Verkocht |

### Winter
| Naam                   | Nationaliteit | Van / Naar          | Type     |
| ---------------------- | ------------- | ------------------- | -------- |
| Inkomend               |               |                     |          |
| Jean-Paul Boeka-Lisasi | Congo-Kinsh.  | KV Mechelen         | Gekocht  |
| Mustapha Sama          | Sierra Leone  | FK Haugesund        | Gekocht  |
| Bertrand Laquait       | Frankrijk     | AS Nancy            | Gekocht  |
| Uitgaand               |               |                     |          |
| Ronald Foguenne        | België        | RCS Verviétois      | Verkocht |
| Tony Herreman          | België        | Vigor Wuitens Hamme | Verkocht |
| Mohammad Reza Mahdavi  | Iran          | Persepolis FC       | Verkocht |

## Eerste klasse

### Klassement
|         |    |                     | GW | W  | G | V  | DV | DT | DS  | Ptn |
| ------- | -- | ------------------- | -- | -- | - | -- | -- | -- | --- | --- |
| K (CL)  | 1  | Club Brugge         | 32 | 25 | 4 | 3  | 96 | 33 | +63 | 79  |
| (CL)    | 2  | RSC Anderlecht      | 32 | 23 | 2 | 7  | 72 | 33 | +39 | 71  |
| (UEFA)  | 3  | Sporting Lokeren    | 32 | 18 | 6 | 8  | 69 | 51 | +18 | 60  |
|         | 4  | Sint-Truidense VV   | 32 | 16 | 8 | 8  | 63 | 44 | +19 | 56  |
|         | 5  | Lierse SK           | 32 | 16 | 8 | 8  | 51 | 41 | +10 | 56  |
|         | 6  | KRC Genk            | 32 | 16 | 7 | 9  | 73 | 52 | +21 | 55  |
|         | 7  | Standard Luik       | 32 | 14 | 8 | 10 | 53 | 39 | +14 | 50  |
|         | 8  | AA Gent             | 32 | 15 | 2 | 15 | 49 | 55 | -6  | 47  |
|         | 9  | RAEC Mons           | 32 | 13 | 4 | 15 | 45 | 45 | +0  | 43  |
|         | 10 | KVC Westerlo        | 32 | 12 | 4 | 16 | 39 | 46 | -7  | 40  |
|         | 11 | KSK Beveren         | 32 | 12 | 2 | 18 | 52 | 69 | -17 | 38  |
|         | 12 | Antwerp FC          | 32 | 9  | 7 | 16 | 44 | 55 | -11 | 34  |
|         | 13 | Excelsior Moeskroen | 32 | 9  | 5 | 18 | 42 | 72 | -30 | 32  |
|         | 14 | Germinal Beerschot  | 32 | 8  | 7 | 17 | 49 | 57 | -8  | 31  |
| (beker) | 15 | La Louvière         | 32 | 7  | 9 | 16 | 34 | 44 | -10 | 30  |
|         | 16 | Sporting Charleroi  | 32 | 6  | 9 | 17 | 39 | 66 | -27 | 27  |
|         | 17 | KV Mechelen         | 32 | 4  | 6 | 22 | 18 | 86 | -68 | 18  |
|         | –  | Lommel SK           | 0  | 0  | 0 | 0  | 0  | 0  | 0   | 0   |

Lommel ging tijdens het seizoen 2002/03 failliet en trok zich terug uit de competitie. Bijgevolg werden alle resultaten van de club geschrapt.